# 鵺之陰陽師
《鵺之陰陽師》是日本漫畫家川江康太創作的少年漫畫。自《週刊少年Jump》2023年24號起開始連載。描述少年少女與幻妖以校園為舞臺的新現代陰陽師譚，並融入王道戰鬥、戀愛喜劇等要素。
本作為川江康太的初次連載作品，原型為刊登於《週刊少年Jump》2022年15號的短篇《鵺之家》（鵺ん家）。

## 故事大綱
從小就能看到「幻妖」的少年夜島學郎，在高中入學的那一天與被封印在學校內的大幻妖「鵺」相遇了。極度喜歡人類次文化，同時因為被封印的緣故無法離開學校的鵺不希望人類毀滅，於是她將力量分給了有辦法目擊到她的夜島學郎，並鍛鍊他成為一位獨當一面的戰士。其後學郎邂逅了少女陰陽師周防七咲，與其一同討伐幻妖，而覬覦鵺力量的陰陽師藤乃一族也派出刺客意圖奪去鵺的力量，學郎與鵺和襲來的陰陽師們展開了戰鬥。

## 登場人物
以下為有聲漫畫版及單行本第四卷發售PV的聲優。

### 主要人物
夜島學郎（聲：伊月登宇聖）
性格老好人，但卻對自我的評價很低的高中生少年。開學第一天就幫班上的惡霸跑腿買東西。雖然缺乏自信，但對於幫助他人毫不猶疑。
在開學日找到了被封印在學校中的鵺，為了得到從幻妖手中守護他人的力量，答應了鵺的邀請，並從此接受鵺的鍛鍊，在鵺的安排下成為新設立的陰陽寮第6支部隊長。將劍的盡器作為主武器，擁有將影子吸收成為自身力量的能力。
雖然被多名美少女圍繞，但由於自我評價太低，完全不會往男女方面的事情去思考。
鵺（聲：花守由美里（短篇版）／沼倉愛美（連載版））
長年被封印在學校內的大幻妖，擁有高䠷黑髮女性的外型。由於無法離開學校，數十年來都是靠漫畫和電子遊戲度過，變得非常喜歡人類次文化。
實力高深莫測，在需要一邊保護學郎的前提下，只派出分身就輕鬆擊退了代葉和狂骨的雙人組合。面對連狂骨都束手無策的術式，只憑一瞬就對術式做了改寫。目前透過將力量分給學郎的形式，鍛鍊學郎作為自己的代理人去戰鬥，但不僅是鍛鍊學郎的戰鬥能力，也會刻意安排學郎與女孩們互動，試圖改善他自我評價過低的問題。
雖然本體沒辦法離開被封印的房間，但能對外派出自己的分身支援學郎，在學校裡自稱是學郎的姊姊「沙鵺子」。對於電子遊戲的態度非常認真，對戰時絕對不會放水，就算對手是初學者或初次見面的客人也一樣。相反地，真正的實戰裡倒是常常在放水。
周防七咲（聲：鈴代紗弓）
學郎在討伐幻妖時邂逅的少女陰陽師，是與學郎就讀同所高中的學姊。性格外向、友善而有點天然，被學郎幫助後，主動積極地邀請學郎與自己一同討伐幻妖，其後一同加入新設立的第6支部。
在學校被封為「北高三天女」之一而廣受男性歡迎，自稱很擅長拿捏與男生的距離，不會造成緋聞導致學郎的困擾，結果她與學郎的緋聞還是馬上在學校內傳開。曾有一個青梅竹馬的未婚夫陰陽師，對其抱持著並非戀愛而是仰慕的情感，但對方卻在數年前的任務中戰死，自此便開始害怕與戰友拉近關係。之後在學郎的幫助下逐漸克服害怕失去戰友的恐懼。
擁有能在空中飄浮的風火輪型盡器，戰鬥時以空中的高機動性和踢擊技為主。
藤乃代葉（聲：東山奈央）
轉學來到學郎班上的同班同學少女，其真實身分是陰陽師世家藤乃家派來的刺客，目標是從學郎手中奪走鵺的力量。情緒反應冷淡，能夠透過對方的脈搏解讀對方的思考，因此總是貼在很近的距離與學郎講話。
是少數能與幻妖簽約的陰陽師，因此被藤乃家派來取代學郎奪走鵺的力量。在藤乃家的地位極低，只要任務失敗就會因為沒有利用價值而被藤乃家處理掉。在執行任務的過程中逐漸對外面的世界產生感情，因此受到藤乃家的嚴厲懲罰。最終在與學郎的一對一決鬥中敗給了學郎，放棄了自己的任務，從此被學郎與鵺留在學校內保護人身安全，其後加入新設立的第6支部。
使用三叉戟的盡器為主武器，並能夠召喚烏鴉式神戰鬥，是戰鬥經驗豐富的出色陰陽師。纏繞脖子的圍巾「猩枷」刻有藤乃家家主的術式，只要家主一個念頭就能遠距離將她絞殺。目前術式已遭到鵺的改寫，主宰權改由鵺掌管。
狂骨
與代葉簽約的高階幻妖，擁有黑髮長馬尾的執事風男子外型，真實的姿態是身軀龐大的異形類幻妖。與鵺同樣透過派出分身的方式戰鬥，由於本體的距離相當遙遠，分身的弱化程度也比鵺更為嚴重。
平時總是面帶微笑，靜靜地在代葉身後觀望她的行動，而一旦進入戰鬥就會亢奮起來，有著對戰鬥樂在其中的戰鬥狂氣質。在代葉與學郎決鬥時，和鵺在一旁喝著啤酒興致勃勃地觀戰。
從小照看著孤獨的代葉，陪她玩電子遊戲，在代葉晚上睡不著覺的時候握著她的手協助她入眠。在代葉敗給學郎之後，幫助學郎和鵺將代葉藏匿在學校中，並將握著手睡覺的職責交付給學郎。
留袖四衲（聲：篠原侑）
被分配到第6支部的少女陰陽師，夜島學郎沒有血緣關係的妹妹。性格男孩子氣而很有人望，作為陰陽師的實力也超越學郎等人，能夠一人對抗階級3的幻妖。
曾被學郎的父親拓郎收養，七年前拓郎被幻妖殺死後，為替父復仇而加入陰陽寮接受訓練，七年來從未跟學郎見面。曾對義兄學郎不替父報仇的選擇感到不諒解，初次登場時與學郎的關係很差，在村篇受學郎拯救後對他的態度才有所好轉。

### 陰陽師
古賀澪
周防七咲的陰陽師好友，個頭嬌小的側馬尾少女。高中2年級生。使用戰槌型盡器戰鬥。後與辻田等人一同被分配到新設立的第6支部。
在辻田出言不遜的時候負責教訓對方，展現出大姊姊的風範。但在面對地位崇高的陰陽師時卻顯得戰戰兢兢，且在自己犯錯時容易過度自責，實際上性格似乎較為軟弱。
辻田誠乙
與古賀一同行動的陰陽師少女，身材修長的國中3年級生。個性囂張，初次見面便開始欺負比自己年長的學郎與代葉。之後在失誤時受到學郎的掩護，因而對學郎產生好感。
家裡是開道具店的，使用符咒等道具戰鬥。後與古賀等人一同被分配到新設立的第6支部。
藤乃雙斧
陰陽寮最高戰力「討伐隊」前隊長，藤乃家僅次於家主的第二把交椅，在陰陽寮與藤乃家都有在負責教導新進的陰陽師，是代葉的師父。
勞碌命的壯年男性，總是被上頭指派自己並不樂意的骯髒工作。因代葉任務失敗，被藤乃家派來解決代葉與學郎，在做好對付鵺的萬全準備下，仍被使用盡器的鵺輕易擊敗，並成為俘虜關押在學校中。之後在學郎修練時被鵺放出來擔任學郎的對手，雖有殺死學郎的打算，卻在訓練中感受到學郎的潛力而被激起教育者的靈魂，認真地負責學郎的鍛鍊。

### 其他
膳野忍八（聲：水野清人）
學郎的同班同學，戴眼鏡的蘑菇頭少年。雖然看上去很好欺負的樣子，卻有著強烈的正義感，在學郎被惡霸嘲笑的時候站出來為他出頭，並被打得鼻青臉腫。
面對入侵教室的危險幻妖，主頭上前替學郎和班上同學爭取時間，其勇敢的姿態激勵了學郎，使學郎主動向鵺請求立下契約。
事件落幕後，記憶被陰陽師洗得一乾二淨，完全忘記了幻妖的事。其後繼續作為學郎的同學和好友登場，有著像普通高中男生一樣，面對美少女時情緒變得異常興奮的一面。
凱西
高階幻妖，鵺的朋友。擁有貓耳少女的外型，第一人稱為「本大爺」。作為人型幻妖，至少具備階級4以上的戰鬥力。
擁有撕裂空間的能力，能運用該能力搬運物品，幫助被封印在學校而無法離開的鵺補充物資。

## 出版書籍
| 卷數 | 集英社 | 集英社        | 集英社                 | 玉皇朝 | 玉皇朝       | 玉皇朝                 | 東立出版社 | 東立出版社                   | 東立出版社                                                  | 柒海图书 | 柒海图书 | 柒海图书               |
| 卷數 | 副標題 | 發售日期      | ISBN                   | 副標題 | 發售日期     | ISBN                   | 副標題     | 發售日期                     | ISBN                                                        | 副標題   | 发售日期 | ISBN                   |
| ---- | ------ | ------------- | ---------------------- | ------ | ------------ | ---------------------- | ---------- | ---------------------------- | ----------------------------------------------------------- | -------- | -------- | ---------------------- |
| 1    |        | 2023年10月4日 | ISBN 978-4-08-883687-4 | 長空   | 2024年5月9日 | ISBN 978-988-8873-73-9 | 垂直的天空 | 2024年11月8日 2024年11月15日 | ISBN 978-626-02-2615-2（首刷限定版） ISBN 978-626-02-2342-7 | 鵺的过往 | 2025年   | ISBN 978-7-5362-8161-5 |
| 2    |        | 2023年12月4日 | ISBN 978-4-08-883788-8 |        |              |                        |            |                              |                                                             | 初次任务 | 2025年   | ISBN 978-7-5362-8161-5 |
| 3    |        | 2024年2月2日  | ISBN 978-4-08-883820-5 |        |              |                        |            |                              |                                                             |          |          |                        |
| 4    |        | 2024年5月2日  | ISBN 978-4-08-884025-3 |        |              |                        |            |                              |                                                             |          |          |                        |
| 5    |        | 2024年7月4日  | ISBN 978-4-08-884113-7 |        |              |                        |            |                              |                                                             |          |          |                        |
| 6    |        | 2024年9月4日  | ISBN 978-4-08-884171-7 |        |              |                        |            |                              |                                                             |          |          |                        |
| 7    |        | 2024年12月4日 | ISBN 978-4-08-884287-5 |        |              |                        |            |                              |                                                             |          |          |                        |
| 8    |        | 2025年2月4日  | ISBN 978-4-08-884397-1 |        |              |                        |            |                              |                                                             |          |          |                        |
| 9    |        | 2025年4月4日  | ISBN 978-4-08-884454-1 |        |              |                        |            |                              |                                                             |          |          |                        |
| 10   |        | 2025年7月4日  | ISBN 978-4-08-884570-8 |        |              |                        |            |                              |                                                             |          |          |                        |
| 11   |        | 2025年9月4日  | ISBN 978-4-08-884659-0 |        |              |                        |            |                              |                                                             |          |          |                        |

## 反響
小說家成田良悟曾在Twitter上多次評價本作，認為作品中包括路人在內的所有角色都很有趣。在嚴肅的主線架構下，與數名女主角一同編織青春物語的作風，被認為與2000年代風靡一時的校園系輕小說以及美少女遊戲相近，甚至被部分讀者稱呼為「令和的《Fate/stay night》」。
本作獲得2024年全國書店店員推薦漫畫第11名。

## 外部連結
- 集英社《週刊少年Jump》官方網站
- 鵺之陰陽師的X（前Twitter）